# D'amore e altre storie
D'amore e d'altre storie è una compilation dei Nomadi.

## Tracce
CD 1
1. Stagioni – 4:50
2. Ho difeso il mio amore – 4:04
3. Mai come lei nessuna – 4:00
4. Senza discutere – 3:22
5. Un pugno di sabbia – 3:02
6. Un giorno insieme – 3:15
7. So che mi perdonerai – 3:12
8. Ieri sera sognavo di te – 3:02
9. Vai via cosa vuoi – 2:36
10. Quasi quasi – 3:35
11. L'auto corre lontano, ma io corro da te – 2:59
12. Il nome di lei – 2:43
13. Ala bianca – 2:39
14. Insieme io e lei – 2:35
15. Un autunno insieme e poi... – 4:11
16. Non dimenticarti di me – 3:18
17. Ti voglio – 2:48
18. Spegni quella luce – 2:14

CD 2
1. Riverisco – 1:44
2. Canzone del bambino nel vento (Auschwitz) – 5:36
3. La morale – 2:30
4. Dio è morto – 2:42
5. Per fare un uomo – 2:51
6. Noi non ci saremo – 2:40
7. Un riparo per noi – 2:05
8. Per quando noi non ci saremo – 1:37
9. Il disgelo – 2:16
10. Noi – 1:54
11. Il fiore nero – 2:57
12. Come potete giudicar – 3:07
13. Un figlio dei fiori non pensa al domani – 3:04
14. Il gigante – 4:35
15. Mamma giustizia – 4:19
16. Io vagabondo – 3:12
17. I miei anni – 3:38